# Sve gubi sjaj bez ljubavi
Sve gubi sjaj bez ljubavi je osmi album hrvatskog pjevača Borisa Novkovića koji sadrži 16 pjesama. Objavljen je 1997. godine.

## Popis pjesama
1. "Kavkaz, Blato, Kutjevo"
2. "Ugao ulice"
3. "Sve gubi sjaj"
4. "Bit' ću dobro ja"
5. "Priznaj mi"
6. "Još te volim"
7. "Mirisi ljeta"
8. "Za sve one divne žene"
9. "Daleko"
10. "Rekla je Boris"
11. "Čini mi se"
12. "Neka bude ti"
13. "Neuprljana ljubav"
14. "Sve nas ljubav spaja"
15. "Oprosti mi"
16. "Ja ću ove noći"